# Rotemyzomela
Rotemyzomela (Myzomela irianawidodoae) är en nyligen beskriven fågelart i familjen honungsfåglar inom ordningen tättingar.

## Utseende och läte
Rotemyzomelan är en liten honungsfågel med nedåtböjd näbb. Hanen är svartaktig med lysade rött på huvudet och övergumpen. Buken är ljusare. Honan är brun med ljusare buk och tydlig röd anstrykning på strupe, kinder och panna. I sitt utbredningsområde är den omisskännlig. Bland lätena hörs snabba serier med metalliska toner, "zip-zip-zip-zip-zip-zip...".

## Utbredning och systematik
Rotemyzomelan beskrevs som ny art så nyligen som 2017. Den förekommer endast på ön Pulau Roti i Små Sundaöarna.

## Levnadssätt
Rotemyzomelan hittas i låglänta områden, i skogslandskap, skogsbryn och trädgårdar. Den ses vanligen enstaka eller i par, framför allt i trädkronorna.

## Status
Internationella naturvårdsunionen IUCN erkänner den ännu inte formellt som art, varför dess hotstatus inte har bedömts.